# Urville (Manche)
Pour les articles homonymes, voir Urville.
Urville est une commune française, située dans le département de la Manche en région Normandie, peuplée de 196 habitants.
Elle est communément appelée Urville-Bocage pour la différencier des autres communes qui portent le même nom.

## Géographie
Les communes limitrophes sont Colomby, Hautteville-Bocage, Orglandes, Le Ham, Hémevez et Flottemanville.

### Hydrographie
La commune est située dans le bassin Seine-Normandie. Elle est drainée par le Merderet, la Sinope, le bras 01 de Boudosville, le cours d'eau 01 de la commune d'Orglandes, le cours d'eau 02 de la commune d'Urville, le fossé 01 de la Veziellerie, le Merderet et un autre petit cours d'eau,.
Le Merderet, d'une longueur de 36 km, prend sa source dans la commune de Tamerville et se jette dans la Douve en limite de Beuzeville-la-Bastille et de Sainte-Mère-Église, après avoir traversé 17 communes.

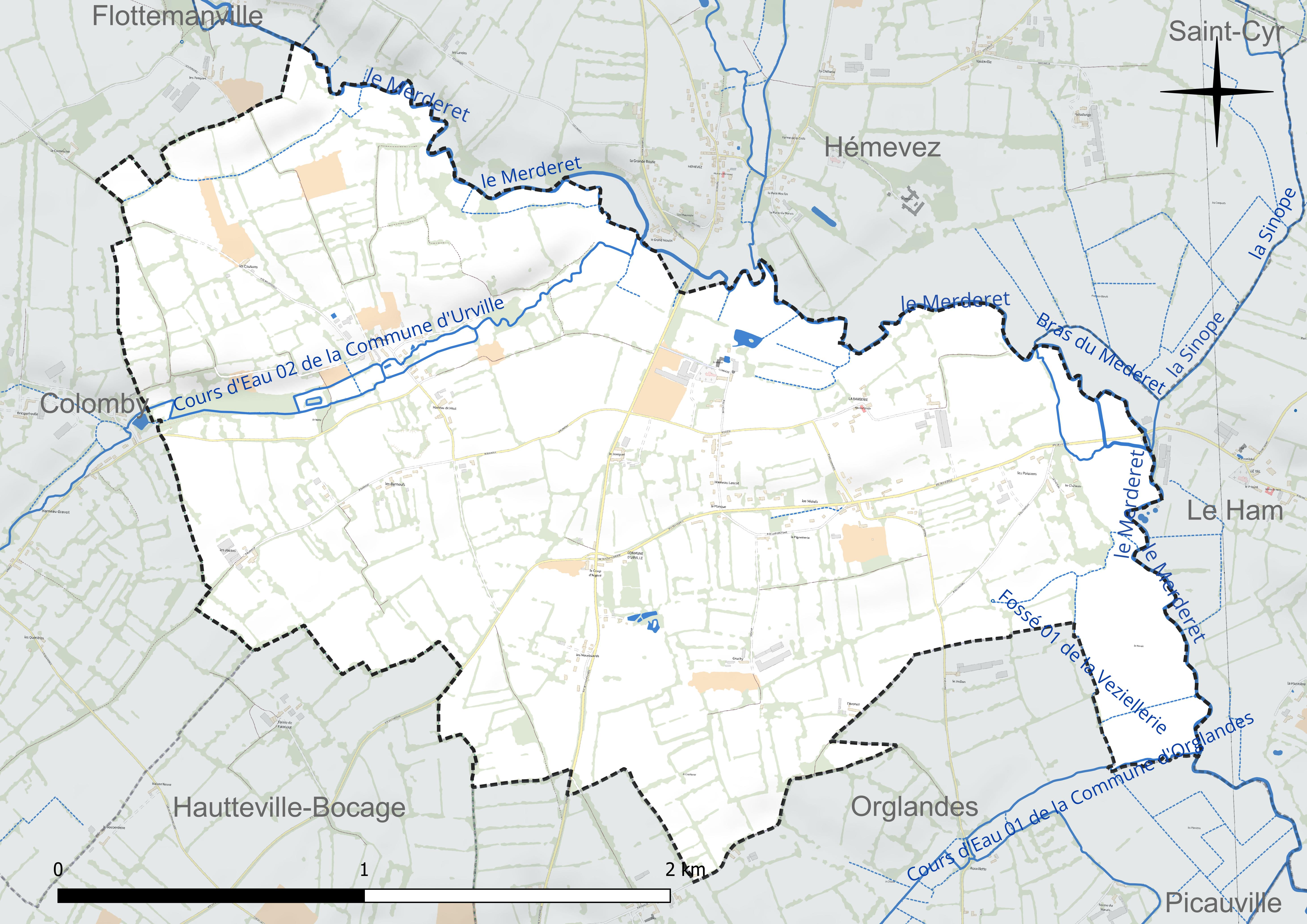
Réseau hydrographique d'Urville.

### Climat
Pour des articles plus généraux, voir Climat de la Normandie et Climat de la Manche.
En 2010, le climat de la commune est de type climat océanique franc, selon une étude du CNRS s'appuyant sur une série de données couvrant la période 1971-2000. En 2020, Météo-France publie une typologie des climats de la France métropolitaine dans laquelle la commune est exposée à un climat océanique et est dans la région climatique  Normandie (Cotentin, Orne), caractérisée par une pluviométrie relativement élevée (850 mm/a) et un été frais (15,5 °C) et venté. Parallèlement le GIEC normand, un groupe régional d’experts sur le climat, différencie quant à lui, dans une étude de 2020, trois grands types de climats pour la région Normandie, nuancés à une échelle plus fine par les facteurs géographiques locaux. La commune est, selon ce zonage, exposée à un « climat maritime », correspondant au Cotentin et à l'ouest du département de la Manche, frais, humide et pluvieux, où les contrastes pluviométrique et thermique sont parfois très prononcés en quelques kilomètres quand le relief est marqué.
Pour la période 1971-2000, la température annuelle moyenne est de 11,1 °C, avec une amplitude thermique annuelle de 10,9 °C. Le cumul annuel moyen de précipitations est de 826 mm, avec 13,7 jours de précipitations en janvier et 6,9 jours en juillet. Pour la période 1991-2020, la température moyenne annuelle observée sur la station météorologique la plus proche, située sur la commune de Sainte-Marie-du-Mont à 17 km à vol d'oiseau, est de 11,6 °C et le cumul annuel moyen de précipitations est de 890,0 mm,. Pour l'avenir, les paramètres climatiques de la commune estimés pour 2050 selon différents scénarios d’émission de gaz à effet de serre sont consultables sur un site dédié publié par Météo-France en novembre 2022.

## Urbanisme

### Typologie
Au 1er janvier 2024, Urville est catégorisée commune rurale à habitat dispersé, selon la nouvelle grille communale de densité à sept niveaux définie par l'Insee en 2022.
Elle est située hors unité urbaine et hors attraction des villes,.

### Occupation des sols
L'occupation des sols de la commune, telle qu'elle ressort de la base de données européenne d’occupation biophysique des sols Corine Land Cover (CLC), est marquée par l'importance des territoires agricoles (100 % en 2018), une proportion identique à celle de 1990 (100 %).
La répartition détaillée en 2018 est la suivante : zones agricoles hétérogènes (44,6 %), prairies (40,9 %), terres arables (14,5 %).

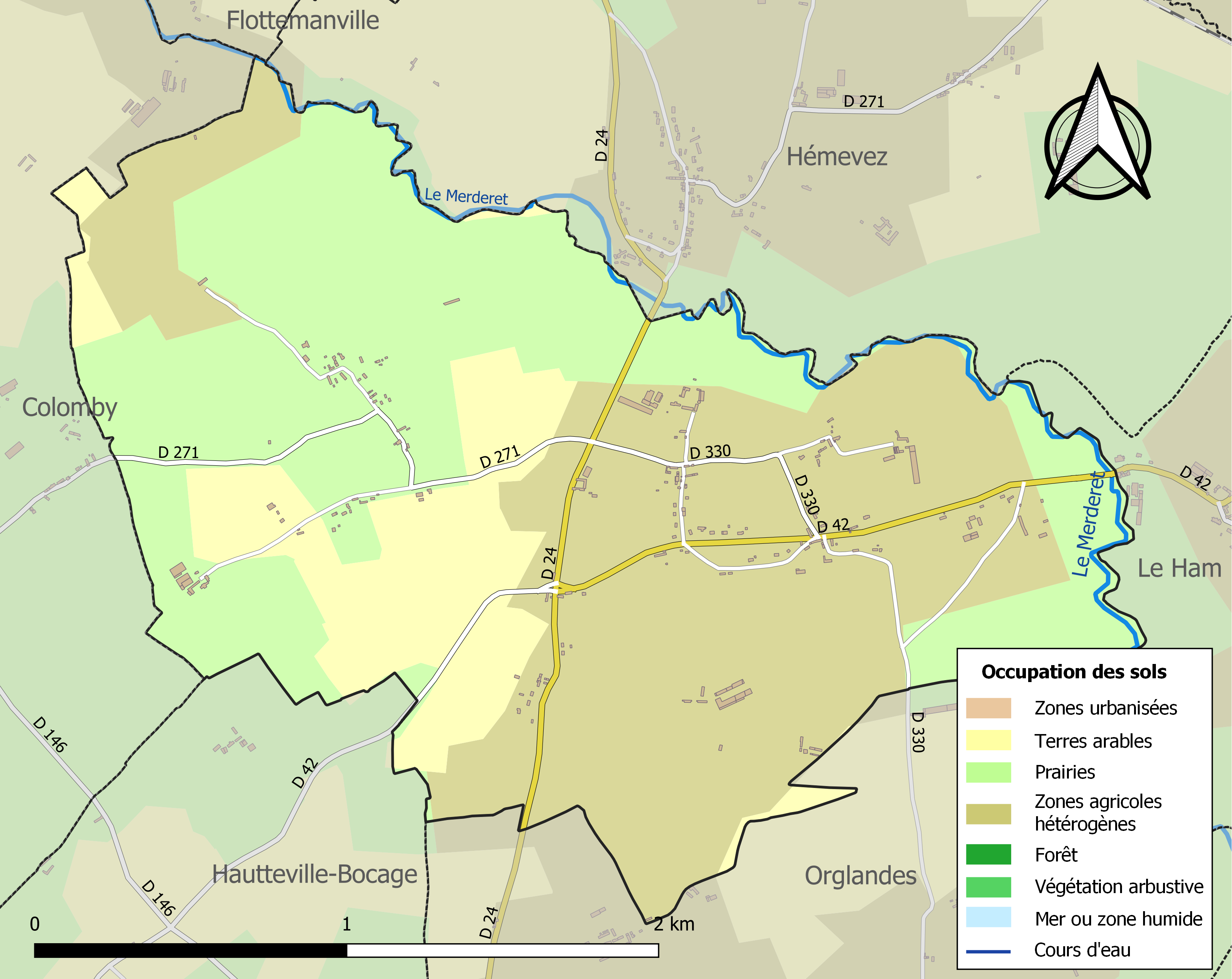
Carte des infrastructures et de l'occupation des sols de la commune en 2018 (CLC).

L'évolution de l’occupation des sols de la commune et de ses infrastructures peut être observée sur les différentes représentations cartographiques du territoire : la carte de Cassini (XVIIIe siècle), la carte d'état-major (1820-1866) et les cartes ou photos aériennes de l'IGN pour la période actuelle (1950 à aujourd'hui).

## Toponymie
Le nom de la localité est attesté sous les formes Ureville en 1146, Urvilla en 1180, Orvilla en 1222.
Dans le passé, elle s'est aussi appelée Urville-Haimevez au XIVe siècle, puis Urville-près-Valognes, aussi Urville-sur-le-Merderet.
Elle est communément appelée Urville-Bocage pour la distinguer des autres communes portant le même nom ou un nom approchant.

## Histoire

### Antiquité
Urville est traversée par l'ancienne voie romaine Alauna-Cosedia (Valognes-Coutances). Des fouilles entreprises sur le territoire communal ont permis la mise au jour de 452 pièces romaines du IIIe siècle.

### Temps modernes
À la fin du XVe ou au tout début du XVIe siècle, la paroisse a pour seigneur Robert Josel, écuyer, également seigneur de Launay, époux de noble damoiselle Marie du Bois, dame de Beuzeville-sur-le-Vey, fille du seigneur de Pirou.
En 1548, Louis Pellevey, seigneur d'Aubigny, hérite des fiefs d'Urville et de Rouville, par sa femme Isabeau de La Rocque, à la mort de Pierre IV de La Rocque, chevalier, seigneur d'Urville, de Flottemanville, de Saussey, d'Omonville-la-Folliot, de Crasville, du Breuil à Anneville-en-Saire, de Rouville à Orglandes, de Baudreville, de Thury à Lieusaint et de la Haulle. En 1567, Louis Pellevey est taxé pour les fiefs d'Urville, Rouville et Hammevieville, de 4 livres et 8 solz dans le rôle du ban et d'arrière-ban de la vicomté de Coutances, effectué par Gilles Dancel lieutenant général du bailli de Cotentin les 20 et 22 octobre. Le fief noble d'Urville relevait de la seigneurie d'Olonde.
Sous l'Ancien Régime, René Jourdan de Launay (Golleville, 1673 - 1749), gouverneur de la Bastille, était seigneur de la Motte, fief d'Urville. En 1789, le fief principal d'Urville était la possession du comte de Margerie.

## Politique et administration
| Période                                  | Période   | Identité                 | Étiquette | Qualité     |
| ---------------------------------------- | --------- | ------------------------ | --------- | ----------- |
| 1851                                     | 1894      | Simon Lemoigne-Dutaillis |           |             |
|                                          |           |                          |           |             |
| 1977                                     | mars 2001 | Xavier Revert            | DVD       |             |
| mars 2001                                | mars 2014 | Jean-Louis Burnouf       | SE        | Agriculteur |
| mars 2014                                | En cours  | Jean Lefauconnier        | SE        | Agriculteur |
| Les données manquantes sont à compléter. |           |                          |           |             |

## Démographie
L'évolution du nombre d'habitants est connue à travers les recensements de la population effectués dans la commune depuis 1793. Pour les communes de moins de 10 000 habitants, une enquête de recensement portant sur toute la population est réalisée tous les cinq ans, les populations de référence des années intermédiaires étant quant à elles estimées par interpolation ou extrapolation. Pour la commune, le premier recensement exhaustif entrant dans le cadre du nouveau dispositif a été réalisé en 2007.
En 2022, la commune comptait 196 habitants, en évolution de −5,31 % par rapport à 2016 (Manche : −0,31 %, France hors Mayotte : +2,11 %).
| 1793 | 1800 | 1806 | 1821 | 1831 | 1836 | 1841 | 1846 | 1851 |
| ---- | ---- | ---- | ---- | ---- | ---- | ---- | ---- | ---- |
| 425  | 440  | 497  | 490  | 398  | 435  | 487  | 453  | 466  |

| 1856 | 1861 | 1866 | 1872 | 1876 | 1881 | 1886 | 1891 | 1896 |
| ---- | ---- | ---- | ---- | ---- | ---- | ---- | ---- | ---- |
| 409  | 376  | 366  | 345  | 326  | 269  | 274  | 287  | 269  |

| 1901 | 1906 | 1911 | 1921 | 1926 | 1931 | 1936 | 1946 | 1954 |
| ---- | ---- | ---- | ---- | ---- | ---- | ---- | ---- | ---- |
| 277  | 257  | 251  | 225  | 232  | 211  | 195  | 203  | 219  |

| 1962 | 1968 | 1975 | 1982 | 1990 | 1999 | 2006 | 2007 | 2012 |
| ---- | ---- | ---- | ---- | ---- | ---- | ---- | ---- | ---- |
| 208  | 192  | 172  | 186  | 213  | 184  | 189  | 190  | 200  |

| 2017 | 2022 | - | - | - | - | - | - | - |
| ---- | ---- | - | - | - | - | - | - | - |
| 210  | 196  | - | - | - | - | - | - | - |

## Économie
La commune se situe dans la zone géographique des appellations d'origine protégée (AOP) Beurre d'Isigny et Crème d'Isigny.

## Culture locale et patrimoine

### Lieux et monuments

#### Patrimoine civil

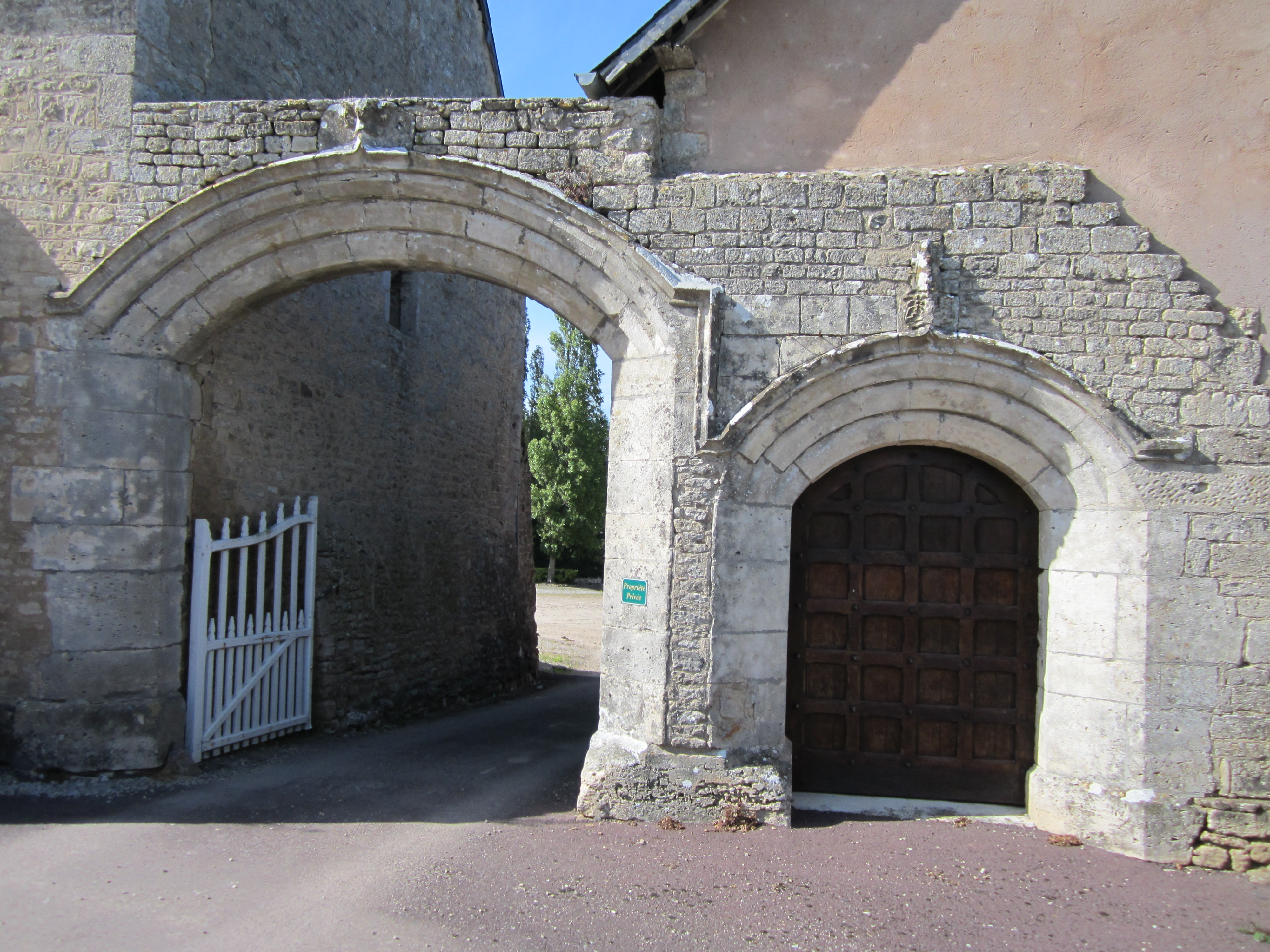
Le manoir d'Urville : portes charretières.

- Manoir d'Urville de la fin du XVe siècle, inscrit partiellement au titre des monuments historiques par arrêté du 28 octobre 1997[33], avec pigeonnier et doubles porte d'entrée, charretière et piétonne du XVIe siècle, rénovées.
- Vestiges d'une motte féodale assez détériorée à 100 m du manoir[34].
- Château du Marais des XVIIIe, XIXe – XXe siècles, au bord du Merderet. À l'intérieur, cheminée ancienne du XVIe provenant du Haut Gallion à Valognes.
- Vestiges de l'hôtel pelé, ancien relais de poste.

#### Patrimoine religieux
- Église Saint-Julien des XIe, XIIIe – XVIIIe siècles inscrite au titre des monuments historiques par arrêté du 28 octobre 1997[35]. Le tympan du XIIe de la porte méridionale, décoré d'un centaure poursuivant un cerf de ses flèches[36],[Note 3], est classé au titre objet aux monuments historiques[37], ainsi qu'une Vierge à l'Enfant du XVIe, les statues de sainte Catherine d'Alexandrie du XVe, de saint Julien du XVIe, les stalles, lutrin, lambris de chœur et Crucifixion du XVIIIe[38]. Sont également conservés un bas-relief du XVe, un retable aux douze Apôtres du XVe, une chaire à prêcher et confessionnal du XVIIIe, des fonts baptismaux du XVIIe[22].
- Ancien presbytère du XVIIIe siècle.
- Croix de cimetière du XVIIIe siècle.

### Personnalités liées à la commune
- Jean-Louis Burnouf (Urville, 1775 - 1844), philologue et traducteur.